# 川男
川男（かわおとこ）は、日本の妖怪の一つ。江戸時代中期の国学者・谷川士清の編纂による国語辞典『和訓栞』のうち、方言や俗語などを収録して士清没後の明治20年（1887年）に出版された「後編」に記述されているもので、川辺の妖怪とされる。

## 概要
『和訓栞』の記述によれば、高い山に流れる川の畔にいる妖怪とされ、背が高く肌の色が黒い。美濃国（現・岐阜県）では、夜間に網を使って漁に行く人が見かけることが多く、2人の川男が並んで物語を話していたという。背の高い妖怪であることから、かつては背の高い人を「川男のようだ」という言い回しもあったという。
「川男」の名は、山の妖怪として日本各地で伝承される妖怪「山男」に対して名づけられたものと見られている。色が黒いという特徴は、単に夜間のために黒く見えたものとの解釈もある。

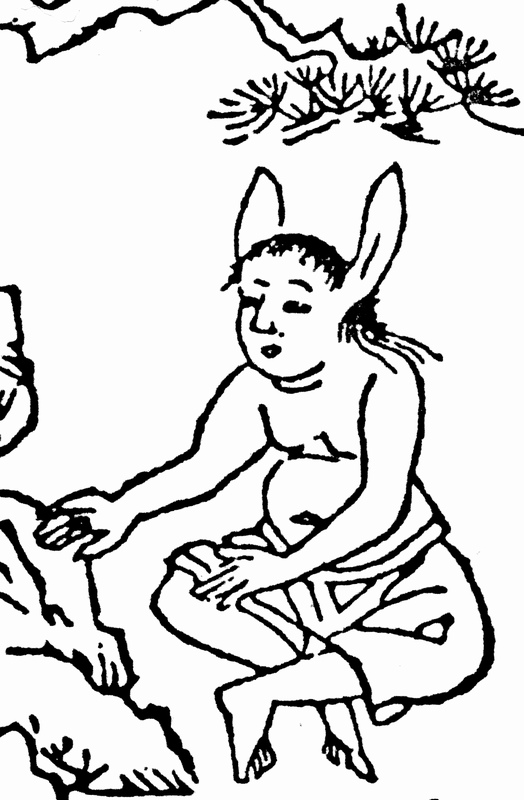
参考：川男と同系統の妖怪とされる「魍魎」の画。江戸時代の百科事典『和漢三才図会』の挿絵より。

日本の水辺の妖怪としてよく知られる河童の一種とする意見もあるが、「背が高い」などの点は河童の特徴には見られない。このことから川男は河童の仲間というよりも、河童とは別種の未確認動物とも考えられており、高い山の川にいるという点から、上流の川の水の精として伝承されている魍魎の一種とする説もある。日本各地に伝承を残している河童に対して、川男の伝承は非常に少なく、また同じ川の妖怪である「川姫」「川女郎」が人に危害を与えたり大声を出すものと伝えられていることに対し、川男はそのような特徴も確認されていない。
そのほかに昭和・平成以降の妖怪関連の書籍による説としては、人間に近い姿の妖怪であり、おとなしげな顔立ちであるが、実際に性格もおとなしいものとする説や、川を訪れた人に物語を聞かせるという説もある。
なお、民俗学研究所による『綜合日本民俗語彙』で妖怪の類に分類されていることを始め、昭和以降の多くの妖怪関連の書籍に記載されているものの、原典『和訓栞』には「高山の流れの大川に居るもの」のあるのみで、妖怪の類との記述は見られない。妖怪ではなく、単に川辺に座っていた背の高い人間を「川男」と呼んだという可能性も示唆されている。

## 創作作品での登場
2008年には、テレビアニメ『ゲゲゲの鬼太郎』（水木しげる原作）にゲストキャラクターとして登場。視聴者からは、声優を担当した小西克幸と鈴木琢磨の飄々とした演技が印象的だったとする意見が制作側へいくつか寄せられ、製作スタッフの間でも面白いキャラクターとして評判だったという。